# Ischnura asiatica
Ischnura asiatica är en trollsländeart som först beskrevs av Brauer 1865.  Ischnura asiatica ingår i släktet Ischnura och familjen dammflicksländor. Inga underarter finns listade i Catalogue of Life.

## Bildgalleri

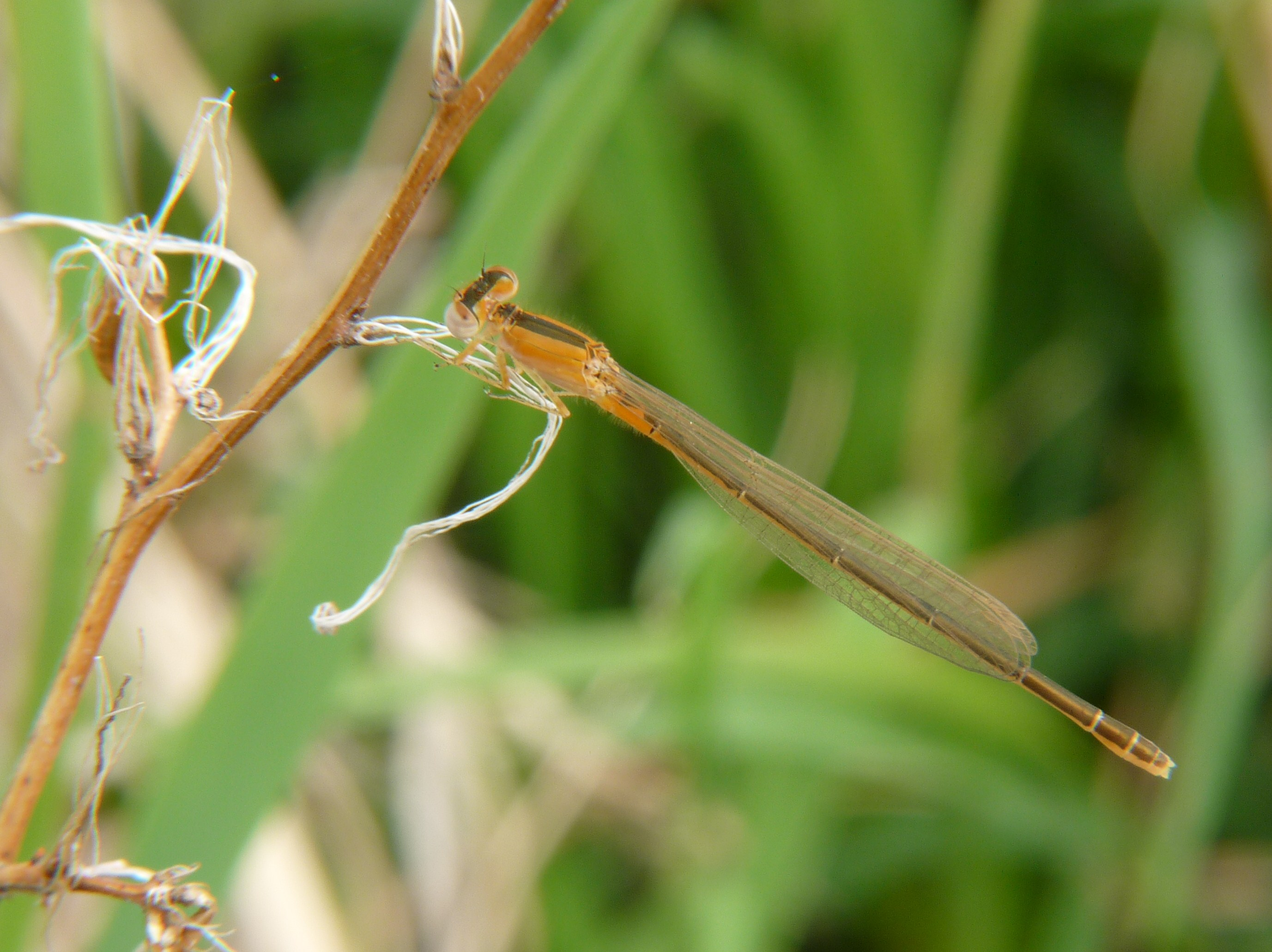
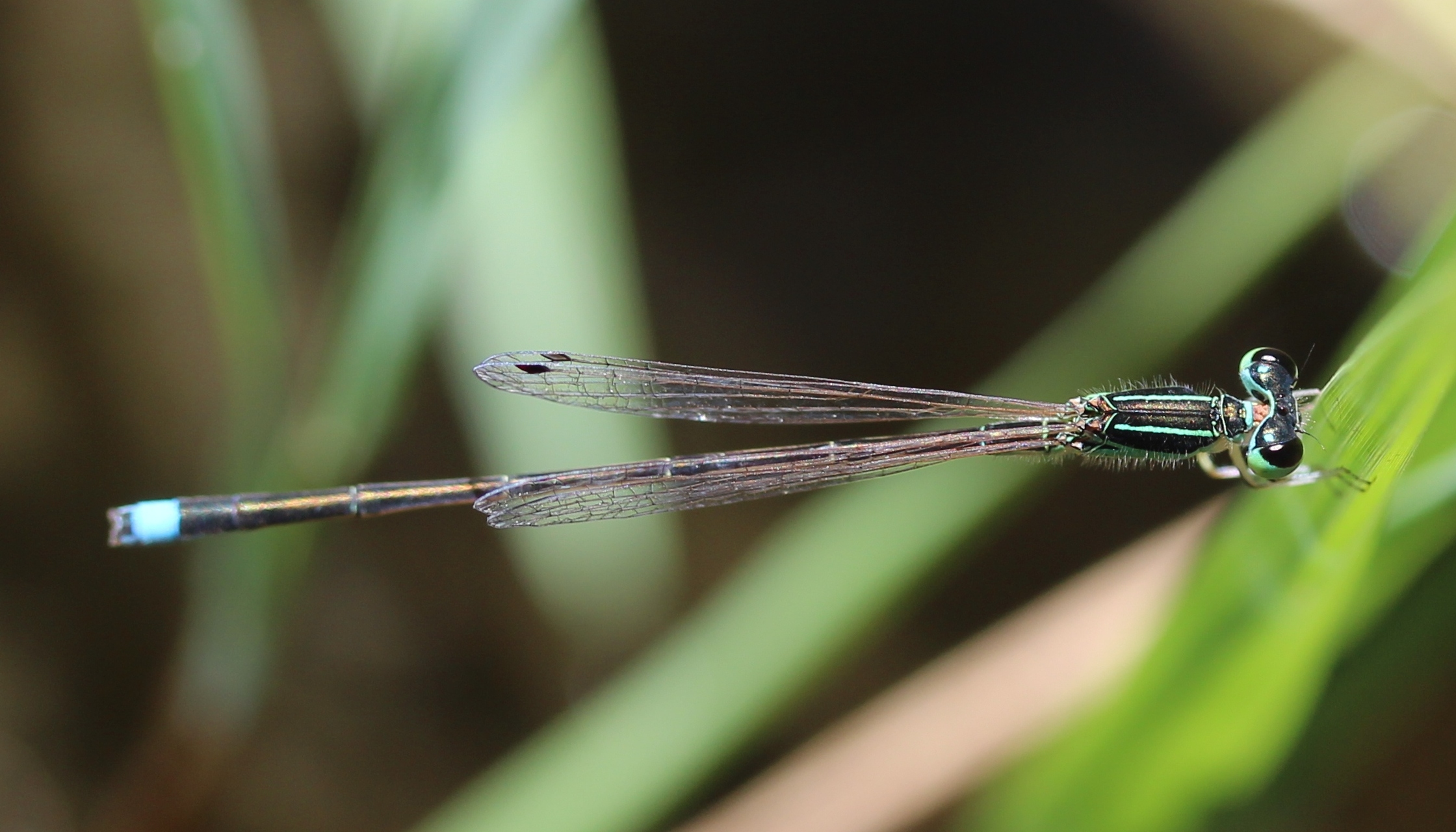
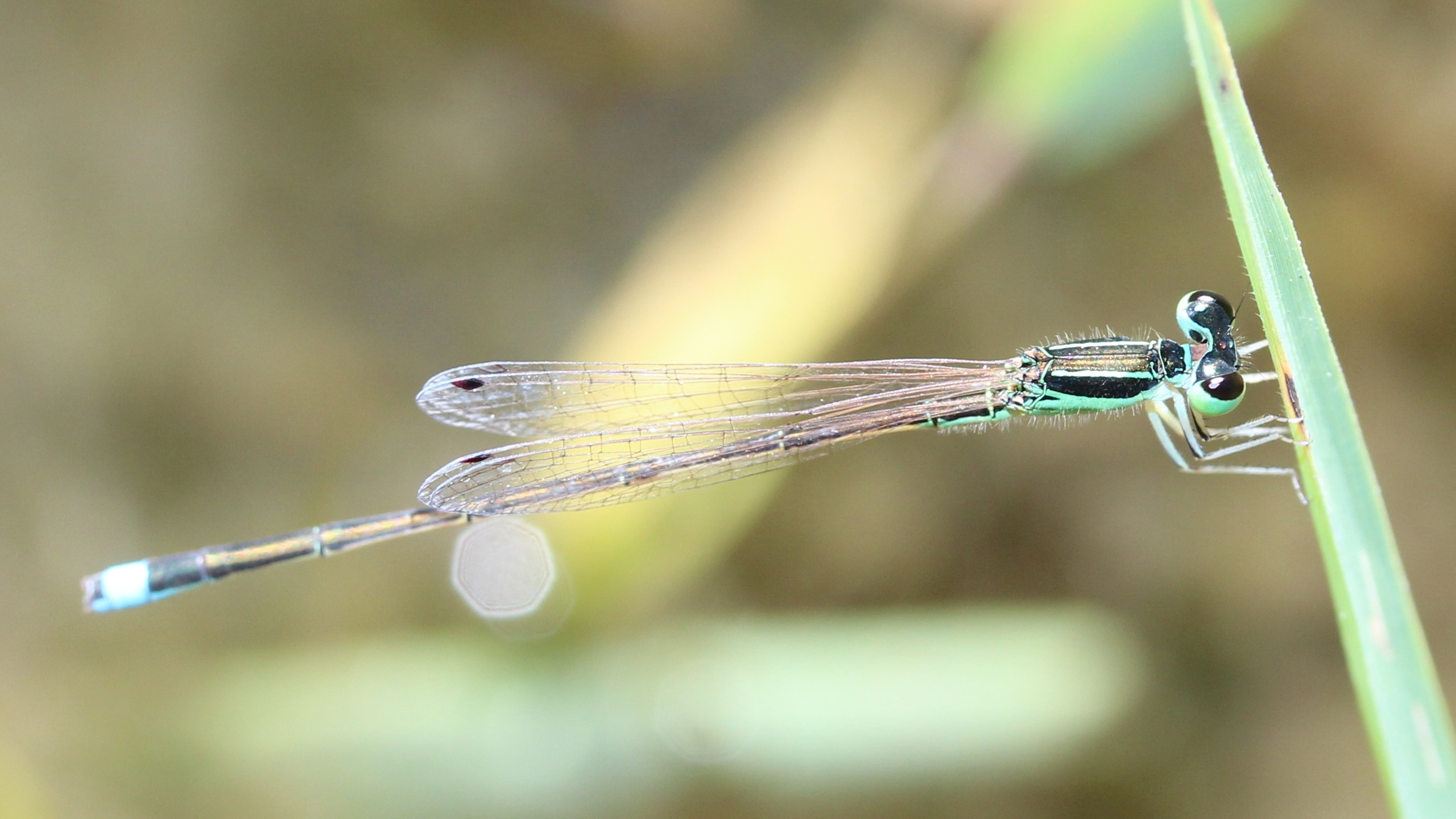
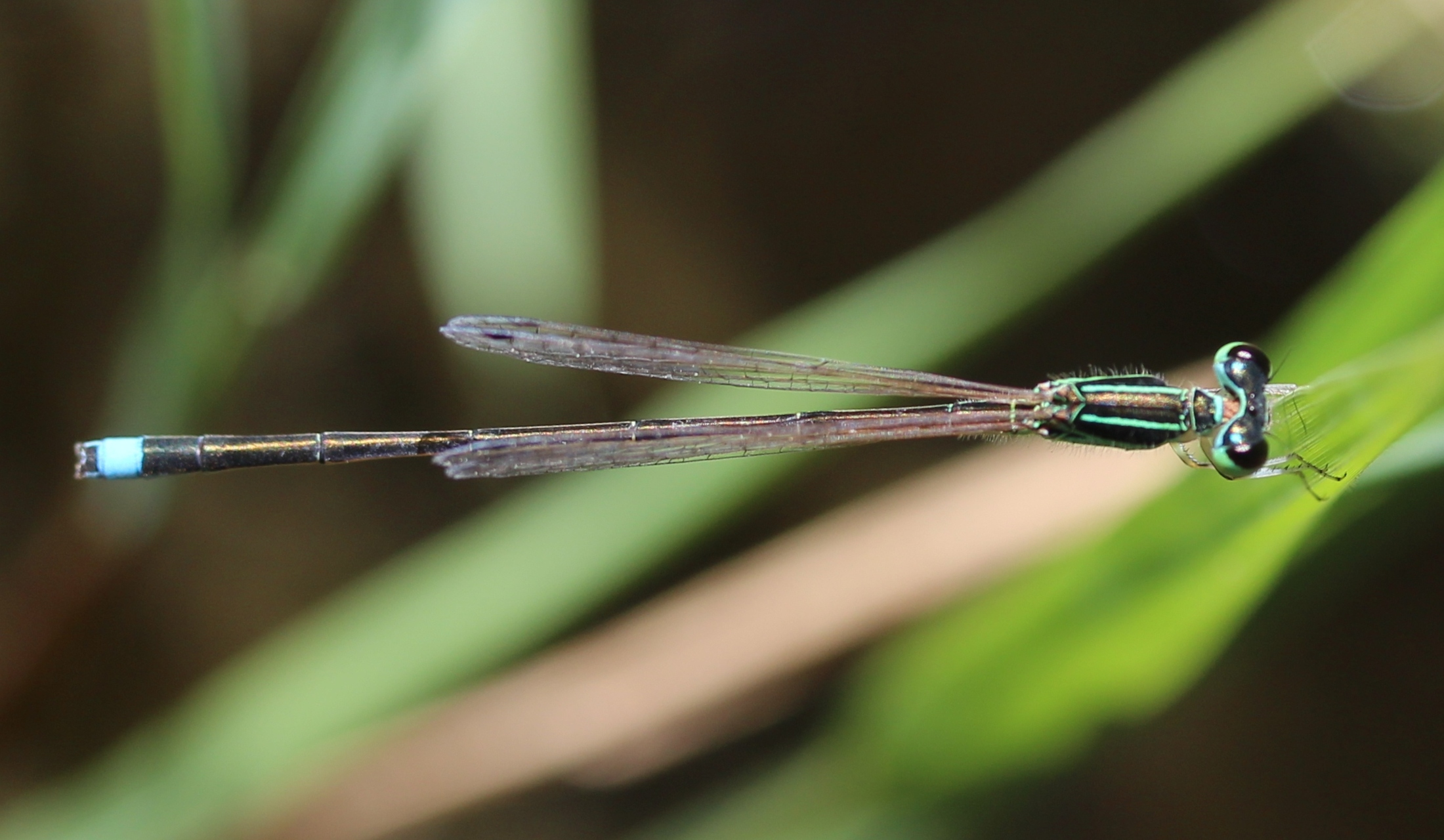